# Iseilema
Iseilema és un gènere de plantes de la família de les poàcies, ordre de les poals, subclasse de les commelínides, classe de les liliòpsides, divisió dels magnoliofitins.

## Taxonomia
- Iseilema anthephoroides Hack.
- Iseilema calvum C.E. Hubb.
- Iseilema ciliatum C.E. Hubb.
- Iseilema convexum C.E. Hubb.
- Iseilema dolichotrichum C.E. Hubb.
- Iseilema eremaeum S.T. Blake
- Iseilema filipes S.T. Blake
- Iseilema fragile S.T. Blake
- Iseilema holeii Haines
- Iseilema holmesii S.T. Blake
- Iseilema hubbardii Uppuluri
- Iseilema laxum Hack. ex Duthie
- Iseilema macratherum Domin
- Iseilema maculatum Jansen
- Iseilema minutiflorum Jansen
- Iseilema schmidii A. Camus
- Iseilema siamense C.E. Hubb.
- Iseilema thorelii A. Camus
- Iseilema vaginiflorum Domin
- Iseilema ventakeswarlui Satyavathi
- Iseilema windersii C.E. Hubb.